# Dieidolycus gosztonyii
Dieidolycus gosztonyii es una especie de pez de la familia de los Zoarcidae en el orden de los perciformes.

## Hábitat
Es un pez de mar y de aguas profundas que vive entre 2008-2165 m de profundidad.

## Distribución geográfica
Se encuentra en Isla Nueva (Chile).

## Observaciones
Es inofensivo para los humanos. 